# Jüdisches Kulturfestival in Krakau

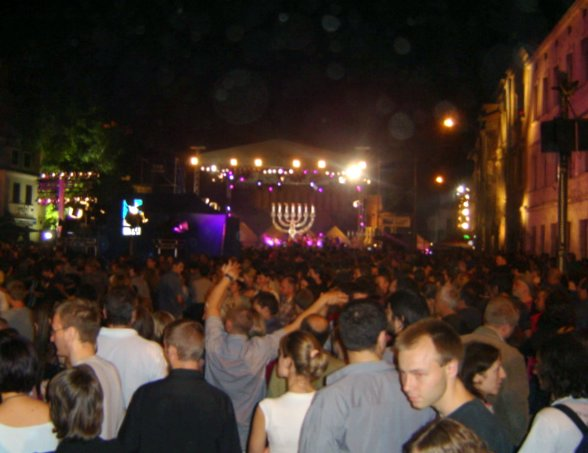
Das Abschlusskonzert Szalom na Szerokiej (dt. „Schalom auf der Breiten Straße“) des 15. Jüdischen Kulturfestivals in Krakau 2005

Das Jüdische Kulturfestival in Krakau (polnisch Festiwal Kultury Żydowskiej w Krakowie; englisch Jewish Culture Festival in Krakow; jiddisch: יירשער קולטור – פעסטיוואל אין קראָקע) ist eine jährliche Kulturveranstaltung, die seit 1988 jedes Jahr gegen Ende Juni / Anfang Juli im ehemaligen jüdischen Stadtteil Kazimierz stattfindet. Es ist eines der größten Festivals dieser Art auf der Welt.

## Zielsetzung
Das Hauptziel des Festivals ist es, der Bevölkerung neben jüdischer Kultur auch die Geschichte der Juden in Polen und den Glauben des Judentums näherzubringen, welche vor dem Holocaust in Polen eine wichtige Rolle spielten. Der Hauptgedanke des Festivals: „Dialog als ein Weg zum gegenseitigen Respekt und Verstehen.“ Dabei werden neben meist in den USA beheimateten jüdischen Musikern zum Teil auch nichtjüdische Künstler eingeladen. Vorwiegend nichtjüdisch ist hingegen das Publikum aus dem katholisch geprägten Polen und zum größten Teil auch die Organisatoren des Vereins des Jüdischen Kulturfestivals (Stowarzyszenie Festiwal Kultury Żydowskiej) sowie die über fünfzig freiwilligen Helfer.

## Geschichte
Krakau galt als „typisch jüdische Stadt“, welche 1935 noch einen Anteil von einem Drittel Juden hatte. Kazimierz, vor dem Fall des Kommunismus noch stark vernachlässigt und mit unzähligen baufälligen Häusern, war bis 1940 das Hauptviertel der Krakauer Juden. Heute zählt die jüdische Gemeinde in Krakau dagegen nur noch etwa 140 Mitglieder. Der Altersdurchschnitt liegt bei 74. In diesem Umfeld wurde 1988 das jüdische Kulturfestival in Krakau von Janusz Makusch ins Leben gerufen, weil seine Faszination für die jüdische Kultur immer mehr anwuchs. Hauptthemen waren seinerzeit noch der jiddische Film und dem polnischen Judentum gewidmete wissenschaftliche Vorträge. Damals fand es in einem kleinen Kino statt, in das kaum hundert Leute passten.
Inzwischen ist Kazimierz zu weiten Teilen saniert, etliche ehemalige Synagogen wurden renoviert. Die Veranstaltungen finden heute aufgrund des gestiegenen Interesses an über zehn verschiedenen Orten innerhalb des Viertels statt, wobei die Musik den zentralen Platz des Festivals einnimmt. Der 67-jährige Vorsteher der jüdischen Gemeinde Jakubowicz sagt: „Das Kulturfestival hat dem Bezirk neues Leben geschenkt.“ So verzeichnete die 19. Ausgabe des Festivals im Jahr 2009 bereits fast 30.000 Teilnehmer, von denen etwa 20.000 Zuschauer das Abschlusskonzert Szalom na Szerokiej besuchten.

## Programm
Im Rahmen des neuntägigen Festivals fanden zuletzt über 200 Veranstaltungen rund um das Thema jüdische Kultur statt. Den Schwerpunkt bilden Konzerte mit jüdischer Volksmusik, vor allem Klezmer-Musik und deren Varianten. Aber auch Vertreter der Radical Jewish Culture (traditionelle jüdische Musik mit Jazz- oder Punkelementen), der klassischen und der chassidischen Musik präsentieren sich der Öffentlichkeit. Daneben geben Ausstellungen, Filmvorführungen, Vorlesungen, Exkursionen und Workshops Gelegenheit, andere Aspekte jüdischer Kultur als die Musik kennenzulernen. Während des Festivals werden Nichtjuden dazu eingeladen, jüdische Gebete in den Synagogen zu beobachten oder sogar daran teilzunehmen. Die beiden wichtigsten und meistbesuchten Veranstaltungen sind das Eröffnungskonzert am ersten Sonntag sowie das Abschlusskonzert Szalom na Szerokiej (deutsch: Schalom auf der Breiten Straße) am letzten Samstag des Festivals auf der Ulica Szeroka (‚Breite Straße‘), die Hauptstraße des (ehemals) jüdischen Viertels von Kazimierz.

## Finanzierung
Das Projekt wird zu 50 Prozent aus polnischen Quellen finanziert, so auch von offizieller Seite mit Unterstützung des Kanzleramtes des polnischen Premierministers, des Ministeriums für Kultur und nationales Erbe, der Stadt Krakau, der Woiwodschaft Kleinpolen und der israelischen Botschaft in Polen. Die andere Hälfte stammt von ausländischen Stiftungen und Sponsoren. Durch die Schirmherrschaft verschiedener polnischer Medien erreichen die Hauptveranstaltungen des Festivals eine breite Öffentlichkeit. Die kleine jüdische Gemeinde in Krakau ist trotz ihrer beschränkten Möglichkeiten aktiv beteiligt, indem sie ihre Synagogen unentgeltlich zur Verfügung stellen.